# Martin Šourek
Martin Moni, rodným jménem Martin Šourek (* 1. října 1972), je bývalý český prvoligový fotbalový záložník nebo útočník. Příjmení Moni používá od 9. září 2010.

## Fotbalová kariéra
V nejvyšší československé soutěži nastoupil za SSK Vítkovice ve 39 utkání, aniž by skóroval.. V nižších soutěžích hrál i za VTJ Karlovy Vary, SKP Znojmo, FK Baník Havířov, FC MUS Most a VT Chomutov. Od začátku roku 1999 hrál postupně za FK Litvínov, SK Černošice, Radotín, TJ Sokol Vonoklasy, TJ Sokol Dobřichovice, FK Lety a TJ Sokol Tuchoměřice.

## Ligová bilance
| Ročník                                   | Zápasy | Góly | Klub             |
| ---------------------------------------- | ------ | ---- | ---------------- |
| Českomoravská fotbalová liga 1992/93     | 29     | 0    | SKP Znojmo       |
| 1. československá fotbalová liga 1992/93 | 39     | 0    | SSK Vítkovice    |
| 2. česká fotbalová liga 1993/94          | 28     | 0    | SKPP Znojmo      |
| 2. česká fotbalová liga 1994/95          | 13     | 0    | FK Baník Havířov |
| Česká fotbalová liga 1995/96             | 31     | 0    | FK MUS Most      |
| Česká fotbalová liga 1996/97             | 32     | 3    | FK MUS Most      |
| 2. česká fotbalová liga 1997/98          | 7      | 0    | FK MUS Most      |
| Česká fotbalová liga 1998/1999           | 28     | 1    | VT Chomutov      |
| CELKEM 1. LIGA                           | 39     | 0    |                  |